# ФК Таванкут
ФК Таванкут је фудбалски клуб из Таванкута. Основан је 1950. године, тренутно се такмичи у Подручној фудбалској лиги Суботица.

## Историја
Почетком шездесетих година фудбалски клуб из Таванкута се звао Младост а од 1971. године и ФК Пешчара. Први запаженији успех, клуб ће остварити пласирањем у Бачку лигу 1984/85. године и у њој остати наредних седам година када ће у сезони 1990/91. испасти у Подручну лигу Суботица. Повратак у четврти ранг десиће се у сезони 1996/97. кад ће у повратничкој сезони у Војвођанској лиги Запад, екипа из Таванкута, заузети девето место. Наредних шест сезона тим из Таванкута такмичиће се у истом рангу када ће 2001/02. клупски резултати кренути узлазном путањом. Прво је у сезони 2001/02. у Војвођанског Запада освојено четврто место и заједно са Виноградаром из Хајдукова и Полетом из Растине изборен пласман у новооформирану Јединствену војвођанску лигу. У дебитантској сезони Јединствене лиге Војводине тим из Таванкута ће освојити прво место на табели (65 бодова), три бода више од првог пратиоца, Радничког из Нове Пазове, а десет од трећепласиране Бачке из Суботице и тако изборити по први пут у својој историји такмичење у трећем рангу. У првој сезони Српске лиге Војводина екипа Таванкута ће освојити 54 бода и заузети шесто место на табели. Исти успех (заузимањем шестог места) поновиће и наредне године када ће освојити 47 бодова док ће у трећој сезони Српске лиге Војводина пасти за једен степен ниже што се тиче места на табели а и бодова (46).

## Успеси
- Прва Војвођанска лига
Освајач: 2002/03.